# Sundby
Sundby es una localidad situada en el municipio de Mors, en la región de Jutlandia Septentrional (Dinamarca), con una población en 2012 de unos 498 habitantes.
Se encuentra ubicada en la isla de Mors, en el estrecho de Limfjord, el cual separa la isla de Vendsyssel-Thy del resto de la península de Jutlandia.